# ダイヤモンド世代
ダイヤモンド世代は、2003年度生（2003年4月2日-2004年4月1日生まれ）の女子プロゴルフ選手で、97期生までで、14名が該当する。
一発合格した94期生達自身で考え出した名称である。

## ダイヤモンド世代メンバー
2021年合格、94期生、6名
- 尾関彩美悠（1位合格）：2003年6月16日生まれ、岡山県倉敷市出身、作陽学園高等学校卒業（岡山県倉敷市）、通算1勝
- 佐藤心結（4位合格）：2003年7月21日生まれ、神奈川県小田原市出身、明秀学園日立高等学校卒業（茨城県日立市）、通算1勝
- 竹田麗央（5位タイ合格）：2003年4月2日生まれ、熊本県合志市出身、熊本国府高等学校卒業（熊本県熊本市）、通算8勝
- 川﨑春花（12位タイ合格）：2003年5月1日生まれ、京都府京都市出身、大阪学院大学高等学校卒業（大阪府吹田市）、通算8勝
- 小林夢果（12位タイ合格）：2003年9月1日生まれ、埼玉県出身、埼玉県立大宮中央高等学校卒業（埼玉県さいたま市）、通算1勝
- 櫻井心那（12位タイ合格）：2004年2月13日生まれ、長崎県長崎市出身、長崎日本大学高等学校卒業（長崎県諫早市）、通算10勝

2022年合格、95期生、4名
- 神谷そら（1位合格）：2003年4月18日生まれ、岐阜県土岐市出身、麗澤瑞浪高等学校卒業（岐阜県瑞浪市）、通算2勝
- 小暮千広（2位タイ合格）：2003年5月28日生まれ、千葉県松戸市出身、明秀学園日立高等学校卒業（茨城県日立市）
- ウー チャイェン（13位タイ合格）：2004年3月25日生まれ、台湾新竹市出身、台湾国立体育大学在学中（台湾桃園市）、通算3勝
- 池ヶ谷瑠菜（13位タイ合格）：2003年7月26日生まれ、三重県四日市市出身、津田学園高等学校卒業（三重県桑名市）

2023年合格、96期生、1名
- 吉澤柚月（11位合格）：2003年11月23日生まれ、千葉県市川市出身、麗澤高等学校卒業（千葉県柏市）、日本ウェルネススポーツ大学在学中

2024年合格、97期生、3名
- 都玲華（2位合格）：2004年2月18日生まれ、徳島県徳島市出身、生光学園高等学校卒業（徳島県徳島市）、通算1勝（アマチュア優勝）
- 大久保柚季（12位タイ合格）：2003年10月13日生まれ、大阪府大阪市出身、好文学園女子高等学校卒業（大阪府大阪市）
- 吉田鈴（19位タイ合格）：2004年2月21日生まれ、千葉県市川市出身、千葉黎明高等学校卒業（千葉県八街市）、日本ウェルネス大学在学中

## ダイヤモンド世代の選手のLPGAツアー優勝
2024年（合計1勝）
- 竹田麗央1勝：TOTO ジャパンクラシック（11月、JLPGA共同開催）

## ダイヤモンド世代の選手のJLPGAツアー優勝
2022年（合計3勝）
- 川﨑春花2勝：日本女子プロゴルフ選手権大会コニカミノルタ杯（9月）； NOBUTA GROUPマスターズGCレディース（10月）
- 尾関彩美悠1勝：第53回住友生命Vitalityレディス東海クラシック（9月）

2023年（合計6勝）
- 神谷そら2勝： 41stフジサンケイレディスクラシック（4月）；日本女子プロゴルフ選手権大会コニカミノルタ杯（9月）
- 櫻井心那4勝：資生堂 レディスオープン（7月）；楽天スーパーレディース（7月）；ゴルフ５レディスプロゴルフトーナメント（9月）；富士通レディース 2023（10月）

2024年（合計12勝）
- 竹田麗央8勝： KKT杯バンテリンレディスオープン（4月） 42ndフジサンケイレディスクラシック（4月）；ブリヂストンレディスオープン（5月）；北海道meijiカップ（8月）；ゴルフ５レディスプロゴルフトーナメント（9月）；ソニー 日本女子プロゴルフ選手権大会（9月）；日本女子オープンゴルフ選手権（9月）； TOTO ジャパンクラシック（11月、LPGA共同開催）
- 川﨑春花3勝：月、ミネベアミツミ レディス 北海道新聞カップ（7月）；大東建託・いい部屋ネットレディス（7月）；CAT Ladies 2024（8月）
- 佐藤心結1勝：スタンレーレディスホンダゴルフトーナメント（10月）

## ダイヤモンド世代の選手のJLPGAツアー通算勝利数
通算合計21勝
- 竹田麗央8勝
- 川﨑春花5勝
- 櫻井心那4勝
- 神谷そら2勝
- 尾関彩美悠1勝
- 佐藤心結1勝

## ダイヤモンド世代の選手のステップアップツアー優勝
2022年（合計6勝）
- 櫻井心那5勝：ECCレディスゴルフトーナメント（6月）；山陽新聞レディースカップ（9月）； 2022中国新聞ちゅーピーレディースカップ（９月）；かねひで美やらびオープン（10月）；日台交流うどん県レディースゴルフトーナメント（10月）
- 川﨑春花1勝：山陰ご縁むす美レディース（8月）

2023年（合計4勝）
- ウー チャイェン3勝：ユピテル・静岡新聞SBSレディース（6月）；カストロールレディース（7月）；2023 中国新聞ちゅーピーレディースカップ（9月）
- 小林夢果1勝：京都レディースオープン（11月）

2024年（合計1勝）
- 都玲華1勝：大王海運レディスオープン、（4月アマチュア優勝）

## ダイヤモンド世代の選手の他の優勝
2022年
- 川﨑春花：JLPGA新人戦 加賀電子カップ（11月）

2023年
- 櫻井心那：日立レディースクラシック（１月、台湾）

2024年
- 川﨑春花：フォックスコンTLPGAプレイヤーズ選手権（２月、台湾）

## 表彰歴
2022年
- 川﨑春花：JLPGA明治安田生命新人賞
- 櫻井心那：JLPGAステップ・アップ・ツアー賞金ランキング第1位

2023年
- 神谷そら：JLPGA明治安田生命新人賞
- 櫻井心那：GTPAルーキー・オブ・ザ・イヤー；JLPGA敢闘賞；JLPGA特別賞（Hitachi 3Tours Championship JLPGAチーム）；第50回2023年度グリーンハット賞
- ウー チャイェン：JLPGAステップ・アップ・ツアー賞金ランキング第1位

2024年
- 竹田麗央：JLPGA年間最優秀選手賞；JLPGA賞金ランキング第1位；JLPGA栄誉賞；JLPGAメディア賞「ベストコメント」部門；JLPGA特別賞（Hitachi 3Tours Championship JLPGAチーム）